# Полігонометрія

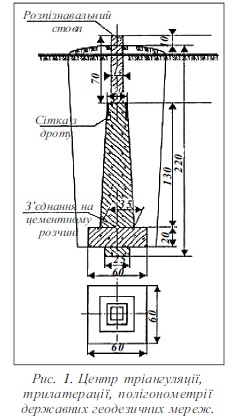

Полігонометрія – спосіб побудови планової геодезичної або маркшейдерської мережі шляхом вимірювання ліній і кутів полігонометричних ходів; в результаті вимірювань та обчислень одержують координати пунктів.